# Marie Paléologue
Marie Paléologue (en grec moderne : Μαρία Παλαιολογίνα) dite Mélanie, est une princesse byzantine du xiie siècle. Fille de l'empereur byzantin Michel VIII Paléologue, elle épouse le khan mongol Abaqa. Elle est considérée comme une figure chrétienne influente parmi la civilisation mongole. Après la mort de son époux, elle devient l'abbesse d'un monastère à Constantinople, nommée posthumément d’après elle : Sainte-Marie-des-Mongols.

## Biographie

### Mariage
L'empereur Michel VIII Paléologue tente de maintenir des relations amicales avec les deux khanats rivaux que sont l'Ilkhanat de Perse et la Horde d'or. Hulagu Khan négocie pour épouser une princesse de la famille impériale, et Michel choisit sa fille illégitime Marie,. Il fiance également une autre de ses filles, Euphrosyne Paléologue, à Nogaï Khan, chef de la Horde d'Or. Les deux khanats maintiennent une attitude de tolérance envers les chrétiens .
Marie quitte donc Constantinople en 1265, escortée par l'abbé du monastère de Pantocrator, Théodose de Villehardouin. L'historien Steven Runciman rapporte qu'elle est aussi accompagnée du patriarche Euthyme d'Antioche. Cependant, à Césarée, elle apprend que Hulagu est mort, et elle épouse donc son fils, Abaqa Khan. Elle mène une vie pieuse et est très influente sur la politique religieuse des Mongols, dont beaucoup sont déjà des chrétiens nestoriens. Doquz Khatun, la femme de Hulagu, fait alors office de représentante des chrétiens mongols. Lorsqu'elle meurt en 1265, ils se tournent vers Marie, qui est appelée « Despina Khatun » (Δέσποινα étant le grec pour « Dame »). Selon le manuscrit d'Orléans, Baïdou Khan est proche de Marie et visite fréquemment son ordo (palais nomade) pour entendre des histoires intéressantes sur le christianisme.

### Veuvage
Marie réside en Perse à la cour d'Abaqa pendant près de quinze ans, jusqu'à ce que son mari - disciple de Tengri - décède et soit remplacé par son frère musulman Ahmad Teküder.
Elle revient finalement à Constantinople, selon certaines sources accompagnée de la fille qu'elle aurait eue avec Abaqa, Théodora Ara Qutlugh. Elle devient la protectrice du monastère de Panagiotissa, et y reste pour le restant de sa vie.

## Postérité

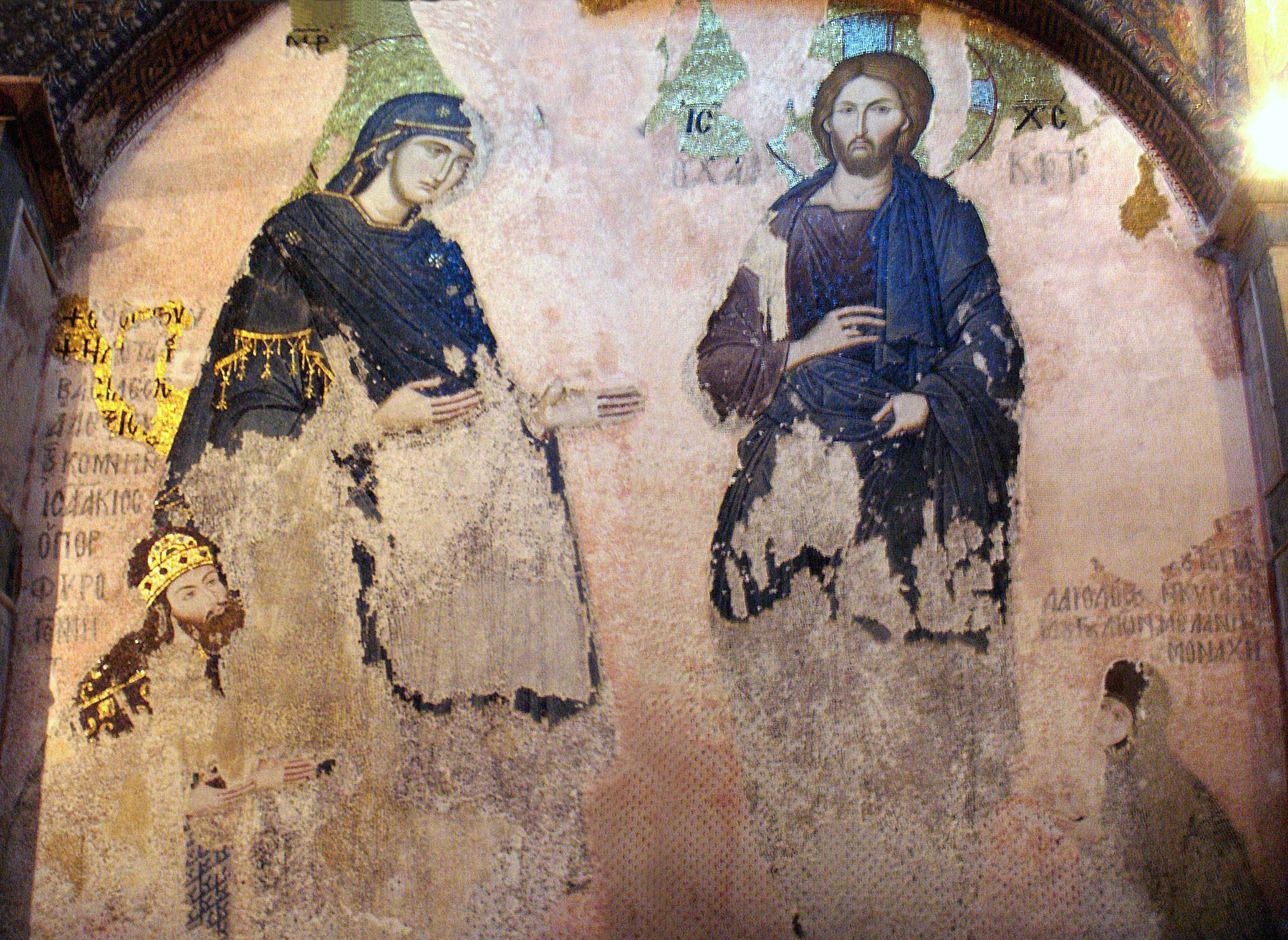
Scène d'intercession à l'église Saint-Sauveur-in-Chora. Une représentation de Marie figure en bas à droite.

L'église du monastère de Panagiotissa est officiellement dédiée à la Vierge Marie, mais en raison de l'association avec Marie, elle est connue sous le nom « d'église Sainte-Marie des Mongols »,. Marie elle-même n'a jamais été canonisée.
L'église est appelée par les Turcs « l'église du sang » (Kanli Kilise), car l'édifice a connu de violents combats lors de la chute de Constantinople. L'église est la seule de Constantinople à n'avoir jamais été convertie en mosquée, à la suite d'un ordre de Mehmet II.
Il existe un portrait en mosaïque de Marie en religieuse, sous son nom monastique de Mélanie, dans le narthex de l'église Saint-Sauveur-in-Chora.